# Byron (Geórgia)
Byron é uma cidade localizada no estado americano de Geórgia, no Condado de Peach.

## Demografia
Segundo o censo americano de 2000, a sua população era de 2887 habitantes.
Em 2006, foi estimada uma população de 3673, um aumento de 786 (27.2%).

## Geografia
De acordo com o United States Census Bureau tem uma área de 
15,1 km², dos quais 15,1 km² cobertos por terra e 0,0 km² cobertos por água. Byron localiza-se a aproximadamente 144 m acima do nível do mar.

## Localidades na vizinhança
O diagrama seguinte representa as localidades num raio de 24 km ao redor de Byron. 